# بادام‌زار
بادام‌زار، روستایی است از توابع بخش مرکزی شهرستان دشتی استان بوشهر ایران.